# Marilyn Moore
Marilyn Montez Moore (ur. 16 czerwca 1930 w Chicago, zm. 19 marca 1992 w Fort Lauderdale) – amerykańska wokalistka jazzowa.

## Życiorys
Jej rodzice – Lester i Montez – byli artystami estradowymi. Niedługo po jej narodzinach przenieśli się do Oklahoma City. Zaczęła występować w wieku trzech lat, śpiewając i tańcząc w finale przedstawień wodewilowych, granych przez rodziców. Uczyła się w miejscowych szkołach podstawowych Jeffersona i Edgemere. W 1946 ukończyła Classen High School. Już będąc nastolatką postanowiła zająć się śpiewem. Jako wokalistka debiutowała w klubach Oklahoma City oraz Chicago, i szybko zainteresowała się jazzem.
Po skończeniu szkoły średniej podjęła pracę w 1949 w orkiestrze Woody'ego Hermana, a potem Charliego Ventury. Następnie już z big-bandem Benny’ego Goodmana odbyła dużą trasę koncertową.
Na początku lat 50. zamieszkała w Nowym Jorku. Śpiewała z różnymi zespołami, m.in. Charliego Barneta, Raya McKinleya i Boyda Raeburna. Współpracowała także z zespołem saksofonisty Ala Cohna, za którego wyszła za mąż w 1953. Mieli dwoje dzieci – Lisę i Josepha Marka (późniejszego gitarzystę jazzowego). W tym czasie przestała śpiewać i poświęciła się domowi i rodzinie. W 1957 jednak przyjęła zaproszenie od wytwórni Bethlehem na nagranie płyty. Album Moody, w realizacji którego uczestniczyli znani muzycy, m.in. jej mąż, trębacz Joe Wilder, pianista Don Abney i gitarzysta Barry Galbraith, zyskał duże uznanie. Rok później ukazała się na płycie jazzowa wersja broadwayowskiej komedii muzycznej Oh, Captain! z jej udziałem. Towarzyszyli jej tak znani muzycy jak pianista Dick Hyman, saksofoniści Coleman Hawkins i Harry „Sweets” Edison, trębacz Art Farmer, kontrabasista Oscar Pettiford i perkusista Osie Johnson. Niedługo potem, pozostająca w separacji z mężem, rozwiodła się z nim i tym razem na dobre porzuciła muzykę. Mimo chęci powrotu do śpiewania, zajmowała się wyłącznie wychowaniem dzieci i prowadzeniem domu.
Jako wokalistka dysponowała ciepłym głosem o dużej wrażliwości. Jej sposób frazowania nawiązywał do wokalistyki Billie Holiday. „Lady Day” była dla niej wzorem, podobno były zaprzyjaźnione.
Zmarła na Florydzie. Miała 61 lat.

## Dyskografia
- 1957 Moody (Bethlehem)
- 1958 Oh, Captain! – Played by the Leonard Feather-Dick Hyman All Stars (MGM Records)
- 1960 Playboy/When I’m Gone (Crosstown Records) – singel
- 1990 Sophisticated Ladies – Betty Roche–Marilyn Moore (Affinity) – kompilacja

Zestawienie wg dat wydania płyt

## Uwaga
1. ↑  Szereg źródeł podaje, że urodziła się w 1931[1].